# Lista de vereadores de Mesquita (Rio de Janeiro)
Esta é a lista de vereadores de Mesquita, município brasileiro do estado do Rio de Janeiro.
A Câmara Municipal de Mesquita, é formada por doze representantes. O salão principal chama-se Plenário Flávio Nakan.

## Legislatura 2021–2024
Estes são os vereadores eleitos nas eleições de 15 de novembro de 2020, pelo período de 1° de janeiro de 2021 a 31 de dezembro de 2024:
| Mesa Diretora (2021-2022)       |                       |                        |                           |
| Nome                            | Início do mandato     | Fim do mandato         | Cargo                     |
| Sancler Esperança Passos (PROS) | 1º de janeiro de 2021 | 31 de dezembro de 2022 | Presidente da Câmara      |
| Roberto de Souza Emídio (PP)    | 1º de janeiro de 2021 | 31 de dezembro de 2022 | Vice-presidente da Câmara |
| Bruno L. Lucena de Souza (PL)   | 1º de janeiro de 2021 | 31 de dezembro de 2022 | Secretário                |

|    | Nome                                                                                  | Partido                                    | Votos | %    | Observações |
| -- | ------------------------------------------------------------------------------------- | ------------------------------------------ | ----- | ---- | ----------- |
| 1  | Roberto de Souza Emídio (Rio de Janeiro, 11.10.1974–)                                 | Progressistas (PP)                         | 2.982 | 3,36 | 2º mandato  |
| 2  | Marcel Roberto Pinheiro Gomes, Marcel Tai Gostei (Nova Iguaçu, 07.06.1967–)           | Partido Republicano da Ordem Social (PROS) | 2.906 | 3,27 | 2º mandato  |
| 3  | Bruno Loyola Lucena de Souza (São João de Meriti, 03.08.1981–)                        | Partido Liberal (PL)                       | 2.893 | 3,26 | 1º mandato  |
| 4  | Saint Clair Esperança Passos, Sancler Nininho (2021-2022) (Belford Roxo, 17.03.1982–) | Partido Republicano da Ordem Social (PROS) | 2.619 | 2,95 | 2º mandato  |
| 5  | Marcelo Samuel Barbosa da Silva, Marcelo Radar (Rio de Janeiro, 23.02.1972–)          | Partido Liberal (PL)                       | 2.316 | 2,61 | 1º mandato  |
| 6  | Gelson Henrique Santos da Silva (Nova Iguaçu, 06.10.1964–)                            | Solidariedade (SD)                         | 2.192 | 2,47 | 1º mandato  |
| 7  | Thiago Dante Inácio, Thiago Barbante (Mesquita, 19.09.1985–)                          | Progressistas (PP)                         | 1.806 | 2,03 | 1º mandato  |
| 8  | Gion Carlos Flor Silva (Rio de Janeiro, 02.07.1975–)                                  | Partido Liberal (PL)                       | 1.744 | 1,96 | 1º mandato  |
| 9  | Eduardo Francelino da Silva Neto, Dudu 2D (Mesquita, 26.12.1981–)                     | Solidariedade (SD)                         | 1.625 | 1,83 | 1º mandato  |
| 10 | Ana Cristina Pelinca do Amaral de Melo, Ana Cris Gêmeas (Rio de Janeiro, 19.09.1970–) | Partido Social Democrático (PSD)           | 1.272 | 1,43 | 1º mandato  |
| 11 | Diogo Augusto da Silva Santos, Diogo Talento (Nova Iguaçu, 09.09.1984–)               | Partido Social Liberal (PSL)               | 1.186 | 1,33 | 1º mandato  |
| 12 | Renan Clacino dos Santo, Renan Bolinha (Nova Iguaçu, 01.06.1989–)                     | Democratas (DEM)                           | 1.160 | 1,31 | 1º mandato  |

## Legislatura de 2017–2020
Estes são os vereadores eleitos nas eleições de 2 de outubro de 2016, pelo período de 1° de janeiro de 2017 a 31 de dezembro de 2020:
|    | Nome                                                                                  | Partido                                            | Votos | %    | Observações |
| -- | ------------------------------------------------------------------------------------- | -------------------------------------------------- | ----- | ---- | ----------- |
| 1  | Leonardo Fiaux de Andrade (Rio de Janeiro, 25.01.1985–)                               | Partido Humanista da Solidariedade (PHS)           | 2.857 | 2,94 | 1º mandato  |
| 2  | Cristiane Pelinca do Amaral, Cris Gêmeas (Rio de Janeiro, 19.09.1970–)                | Partido Comunista do Brasil (PCdoB)                | 2.725 | 2,81 | 1º mandato  |
| 3  | Roberto de Souza Emídio (Rio de Janeiro, 11.10.1974–)                                 | Solidariedade (SD)                                 | 2.543 | 2,62 | 1º mandato  |
| 4  | Gelson Henrique Santos da Silva (Mesquita, 06.10.1964–)                               | Solidariedade (SD)                                 | 2.380 | 2,45 | 1º mandato  |
| 5  | Sérgio Henrique Pinheiro, Pebo Pinheiro (Mesquita, 26.09.1967–)                       | Partido Republicano Brasileiro (PRB)               | 2.048 | 2,11 | 1º mandato  |
| 6  | Leydervan da Silva José, Vandinho da Gráfica (Nova Iguaçu, 29.08.1975–)               | Partido do Movimento Democrático Brasileiro (PMDB) | 2.032 | 2,09 | 1º mandato  |
| 7  | Joelson Cavalcante da Silva, Professor Max (Mesquita, 23.07.1969–)                    | Partido Popular Socialista (PPS)                   | 2.017 | 2,08 | 1º mandato  |
| 8  | Luiz Carlos Mascarenhas de Santana, Russo do Radiador (Rio de Janeiro, 12.12.1961–)   | Partido Humanista da Solidariedade (PHS)           | 1.922 | 1,98 | 1º mandato  |
| 9  | Marcelo Santos Rosa, Biriba (2017-2018) (Rio de Janeiro, 25.08.1971–)                 | Partido Republicano Brasileiro (PRB)               | 1.921 | 1,98 | 1º mandato  |
| 10 | Saint Clair Esperança Passos, Sancler Nininho (2019-2020) (Belford Roxo, 17.03.1982–) | Partido do Movimento Democrático Brasileiro (PMDB) | 1.701 | 1,75 | 1º mandato  |
| 11 | Amaury Trindade da Silva (Rio de Janeiro, 26.11.1961–)                                | Partido Trabalhista Brasileiro (PTB)               | 1.523 | 1,57 | 1º mandato  |
| 12 | Marcel Roberto Pinheiro Gomes (Nova Iguaçu, 07.06.1967–)                              | Partido Trabalhista Brasileiro (PTB)               | 1.367 | 1,41 | 1º mandato  |

## Legenda
| Cor  | Significado          |
| Bege | Presidente da Câmara |
| Azul | Suplente             |